# Sheikh Ghalib
Sheikh Ghalib, född 1757, död 1799, var en turkisk poet.
Ghalib var en av de mest kända poeterna av den så kallade "gamla skolan". Hans huvudverk är ett allegoriskt epos över "Skönhet och kärlek". För övrigt är Ghalib känd som författare av ett stort antal lyriska dikter. Ghalibs alster i motsats till samtida diktares originella och inte i nämnvärd grad påverkade från arabiskt eller persiskt håll.